# Francisco Lima Soares
Francisco Lima Soares (ur. 21 listopada 1964 w Araguatins) – brazylijski duchowny rzymskokatolicki, biskup Carolina od 2018.

## Życiorys
Święcenia kapłańskie przyjął 15 lipca 1990 i został inkardynowany do diecezji Imperatriz. Był m.in. asesorem w duszpasterstwie młodzieży, dyrektorem TV Anajás, wykładowcą na wydziale Santa Terezinha oraz proboszczem parafii katedralnej. W czasie wakatu na stolicy biskupiej w 2017 pełnił funkcję jej tymczasowego administratora.
19 września 2018 papież Franciszek mianował go biskupem Carolina. Sakry udzielił mu 21 listopada 2018 biskup Vilson Basso.